# 래리 준스트롬
로런스 에드워드 준스트롬(영어: Lawrence Edward Junstrom, 1949년 6월 22일 ~ 2019년 10월 5일)은 1977년부터 2014년까지 록 밴드 .38 Special의 멤버였던 미국의 베이시스트였다. 그는 또한 남부 록 밴드 레너드 스키너드의 창립 멤버 중 한 명이었다.